# Buxheim (Oberbayern)
Buxheim ist eine Gemeinde im oberbayerischen Landkreis Eichstätt.

## Geographie
Die Gemeinde liegt auf der Südlichen Frankenalb im Naturpark Altmühltal im Landkreis Eichstätt, etwa acht Kilometer westlich von Ingolstadt.

### Gemeindegliederung
Es gibt sechs Gemeindeteile (in Klammern ist der Siedlungstyp angegeben):
- Buxheim (Pfarrdorf)
- Hessenhof (Einöde)
- Moosbauer (Einöde)
- Moosmühle (Einöde)
- Reinboldsmühle (Einöde)
- Tauberfeld (Kirchdorf)

Die Gemeinde besteht aus zwei Gemarkungen (in Klammern die zugehörigen Gemeindeteile):
- Buxheim (mit Moosbauer, Moosmühle, Hessenhof und Reinboldsmühle)
- Tauberfeld

### Nachbargemeinden
| Adelschlag                 |                                                                         | Hitzhofen           |
| Wolkertshofen (Nassenfels) | Kompassrose, die auf Nachbargemeinden zeigt                             | Eitensheim          |
|                            | Pettenhofen (Ingolstadt), Mühlhausen (Ingolstadt), Dünzlau (Ingolstadt) | Gabel (Gaimersheim) |

## Geschichte
In der Flur Sandbuck des Ortes wurden mittelsteinzeitliche Funde gemacht. Westlich von Buxheim ist eine römische Siedlung nachgewiesen.
Pussenesheim, ein eichstättisch-bischöflicher Meierhof, ist erstmals in einer Urkunde vom 5. Februar 908 erwähnt und gehörte wohl zur Grundausstattung des um 745 entstandenen Bistums Eichstätt. Für 1179 ist der Ort als Besitz des Eichstätter Domkapitels nachgewiesen, bestätigt in einer Urkunde von Papst Alexander III. Anfang des 12. Jahrhunderts wird der Ort unter Bischof Eberhard bei einem Gütertausch Puhsenshaim genannt. Bis Mitte des 13. Jahrhunderts gab es einen Ortsadel; so erscheint 1204 ein Sifrit von Bussensheim in einer Urkunde. 1305 wurde der Ort bei dem Streit um das Hirschberger Erbe – das Geschlecht der Eichstätter Schutzvögte war mit Gebhard VII. von Hirschberg ausgestorben – dem Bischof von Eichstätt Konrad II. von Pfeffenhausen zugesprochen.
Im Dreißigjährigen Krieg wurde der Ort verwüstet und danach wieder aufgebaut. In weiteren Kriegen wurde Buxheim 1641 und 1704 geplündert.
Buxheim wurde am 1. April 1971 um die Gemeinde Tauberfeld vergrößert. Anlässlich der Kreisgebietsreform, die am 1. Juli 1972 in Kraft trat, wechselte der mittelfränkische Landkreis Eichstätt mit Buxheim in den Regierungsbezirk Oberbayern. Im überwiegend landwirtschaftlich orientierten Ort gab es 1983 bei 1752 Einwohnern 41 Vollerwerbs- und 28 Nebenerwerbsbetriebe.

### Einwohnerentwicklung
Zwischen 1988 und 2018 wuchs die Gemeinde von 2591 auf 3732 um 1141 Einwohner bzw. um 44 %.

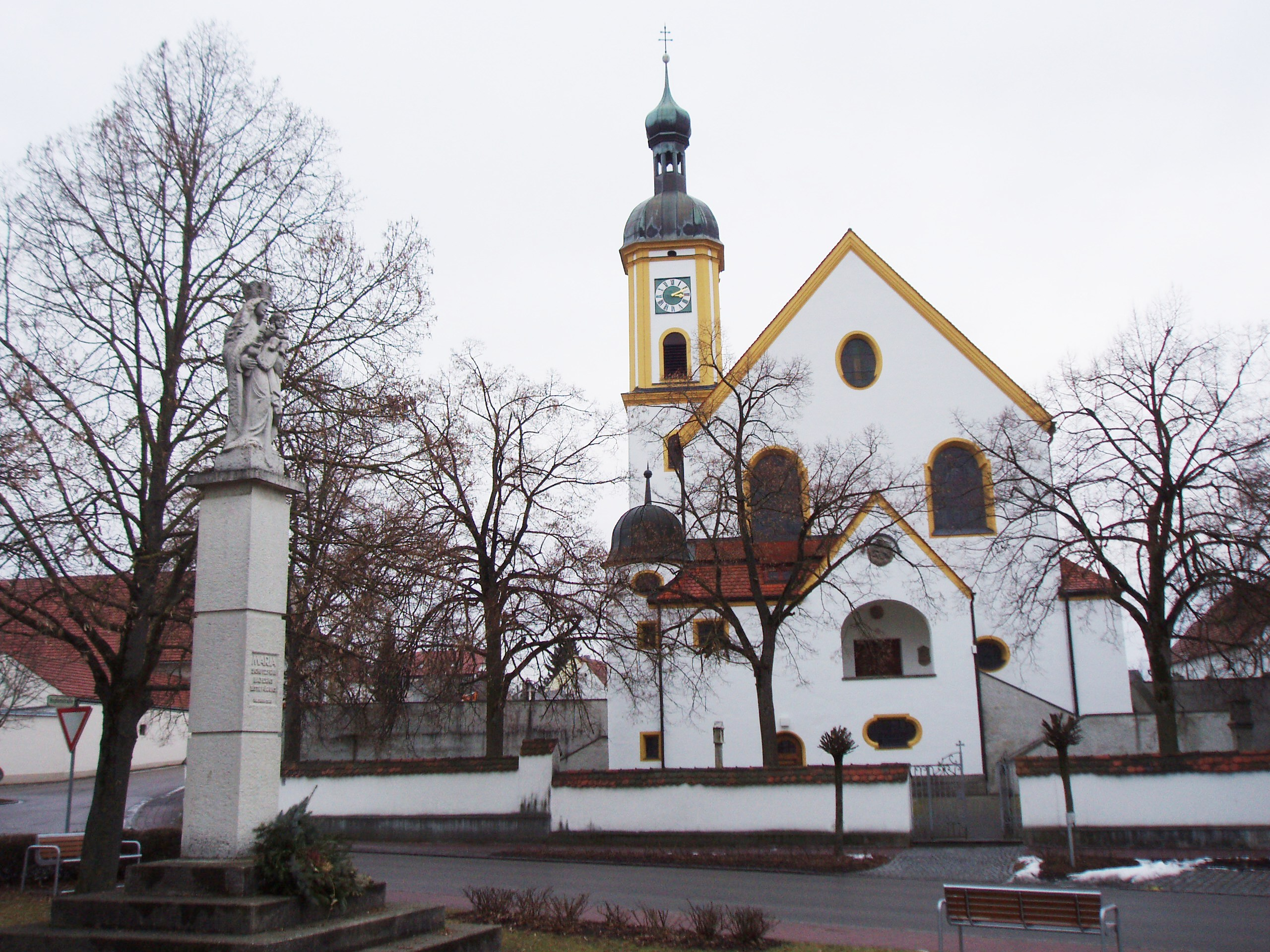
Buxheim, Pfarrkirche St. Michael

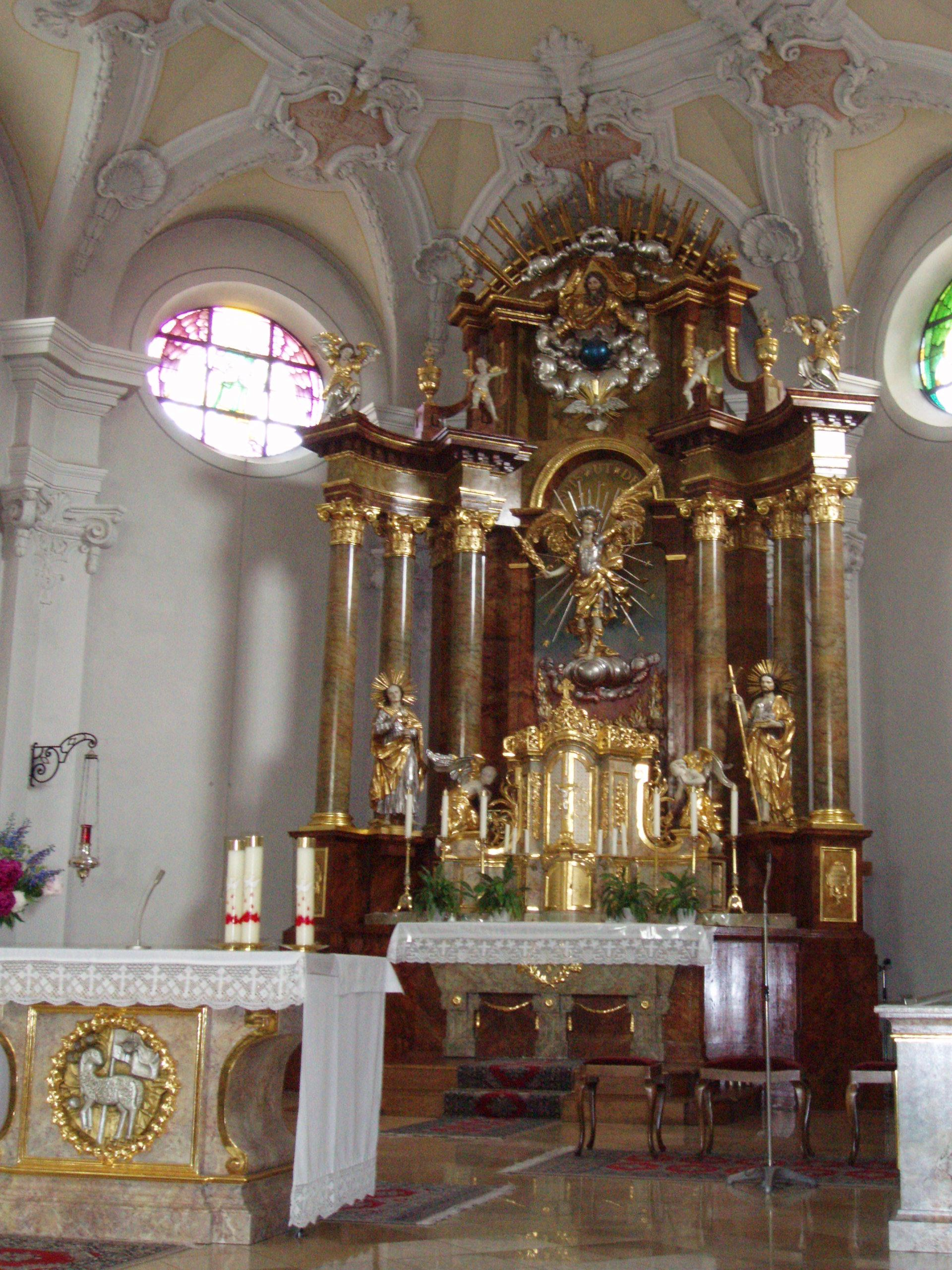
Buxheim, Pfarrkirche St. Michael, Hochaltar

## Politik

### Gemeinderat
Der Gemeinderat hat 16 Mitglieder:
| Partei       | Anzahl Sitze |
| ------------ | ------------ |
| CSU          | 8            |
| SPD          | 3            |
| Freie Wähler | 4            |
| Grüne        | 1            |

(Stand: Kommunalwahl am 15. März 2020)

### Bürgermeister
Erster Bürgermeister ist seit 2017 der parteilose, aber für die SPD angetretene Benedikt Bauer.

### Wappen
| | Blasonierung: „In Rot über einem gesenkten silbernen Wellenbalken ein schwebender silberner Bischofsstab, überdeckt von einem schräg gekreuzten silbernen Schwert und einem goldenen Flammenschwert mit silbernem Griff.“ |
| Wappenbegründung: Der Wellenbalken, ein heraldisches Gewässersymbol, weist auf die das Gemeindegebiet durchfließende Schutter hin. Der Bischofsstab ist aus dem Wappen des Hochstifts Eichstätt übernommen und erinnert an die bis zur Säkularisation 1803 andauernde Zugehörigkeit zum Fürstbistum Eichstätt. Buxheim gehörte wahrscheinlich schon zur Grundausstattung der 740 gegründeten Bischofskirche von Eichstätt. Buxheim wird 908 bei der königlichen Verleihung des Wildbannes an den Bischof als Pussenesheim genannt. Rechte des Domkapitels in Buxheim und Tauberfeld wurden 1179 durch den Papst bestätigt. Das Schwert, Attribut des heiligen Martin, versinnbildlicht das Patrozinium der Kirche von Tauberfeld. Die Gemeinde Tauberfeld war bis zur Eingemeindung nach Buxheim 1971 selbstständig. Das Flammenschwert, Attribut des heiligen Michael, bezieht sich auf das Patrozinium der Kirche von Buxheim. Dieses Wappen wird seit 1983 geführt. | |

## Sehenswürdigkeiten
Die katholische Pfarrkirche St. Michael in der Ortsmitte von Buxheim wurde 1911 durch den Münchener Architekten Hans Schurr in neubarocken Formen errichtet. Erhalten blieb der stattliche Turm der 1629 erbauten Vorgängerkirche, der im Kern aus den Jahren um 1340 stammt und dessen Obergeschosse wohl noch im 17. Jahrhundert nach Plänen des Eichstätter Hofbaumeisters Jakob Engel von Giovanni Battista Camessina errichtet wurden; 1735 wurde die Kuppel repariert. Zur Ausstattung zählen neben den frühklassizistischen Altären (um 1780, die Figuren wohl von Joseph Anton Breitenauer) eine barocke Kanzel (um 1670/80), eine Schnitzfigurengruppe der Heiligen Anna mit Maria (um 1520) sowie zwei Gemälde aus dem säkularisierten Kloster Notre-Dame in Eichstätt von Josef Anton Glanschnig (bezeichnet 1736). Der benachbarte Pfarrhof stammt vom Beginn des 17. Jahrhunderts, das Benefiziatenhaus aus der 2. Hälfte des 18. Jahrhunderts.
Es befand sich bis um das Jahr 1919/20 eine Brauerei in fürstbischöflichem Besitz in der Ortsmitte von Buxheim. Dazu gehörten ein Brauhaus, mehrere Stadel und landwirtschaftliche Anwesen, sowie großflächiger Grundbesitz. Im Jahre 1918 wurde die Brauerei in private Hände verkauft und um 1919/20 abgebrochen. Letzter Brauereibesitzer war Otto Schanz. Das fürstbischöfliche Steinwappen, dass über dem Torbogen des Brauereigebäudes angebracht war, gilt als letztes Überbleibsel der Brauerei und fand sein Dasein beim Neubau des Gemeindeamtes, eingelassen in die Nordmauer, oberhalb des Haupteinganges. Das Wappen trägt die Inschrift „Joannes Anton D. G. Episcopus et 5. R. Imperii Princeps Eystetensis“ und ist mit der Jahreszahl 1729 versehen.